# Leiobunum humile
Leiobunum humile is een hooiwagen uit de familie Sclerosomatidae.